# 布吕斯
布吕斯（法語：Bruis，法語發音：[bʁɥis]）是法国上阿尔卑斯省的一个旧市镇，属于加普区。2017年，布吕斯与临近的2个市镇合并为新市镇瓦尔杜勒（Valdoule），布吕斯为新市镇行政中心。

## 地理
布吕斯（44°28'5"N, 5°30'49"E）面积25.15 平方千米，位于法国普罗旺斯-阿尔卑斯-蓝色海岸大区上阿尔卑斯省，该省份为法国东南部内陆省份，北起萨瓦省，西北接伊泽尔省，西南接德龙省，南至上普罗旺斯阿尔卑斯省，东北部与意大利接壤。
与布吕斯接壤的市镇（或旧市镇、城区）包括：蒙莫兰、穆瓦当、圣玛丽、拉沙尔斯、埃斯塔布莱、波姆罗勒、迪瓦地区圣迪济耶、瓦尔德龙。
布吕斯的时区为UTC+01:00、UTC+02:00（夏令时）。

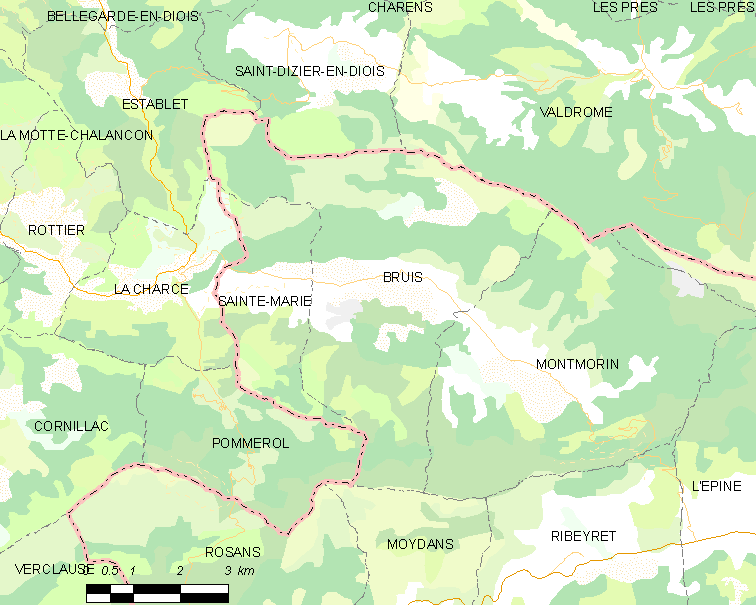
布吕斯的OSM定位图

## 行政
布吕斯的邮政编码为05150，INSEE市镇编码为05024。

## 政治
布吕斯所属的省级选区为塞尔县。

## 人口

1962-2008年间布吕斯人口变化图示

布吕斯于2018年1月1日时的人口数量为79人。